# Uparkot-Fort

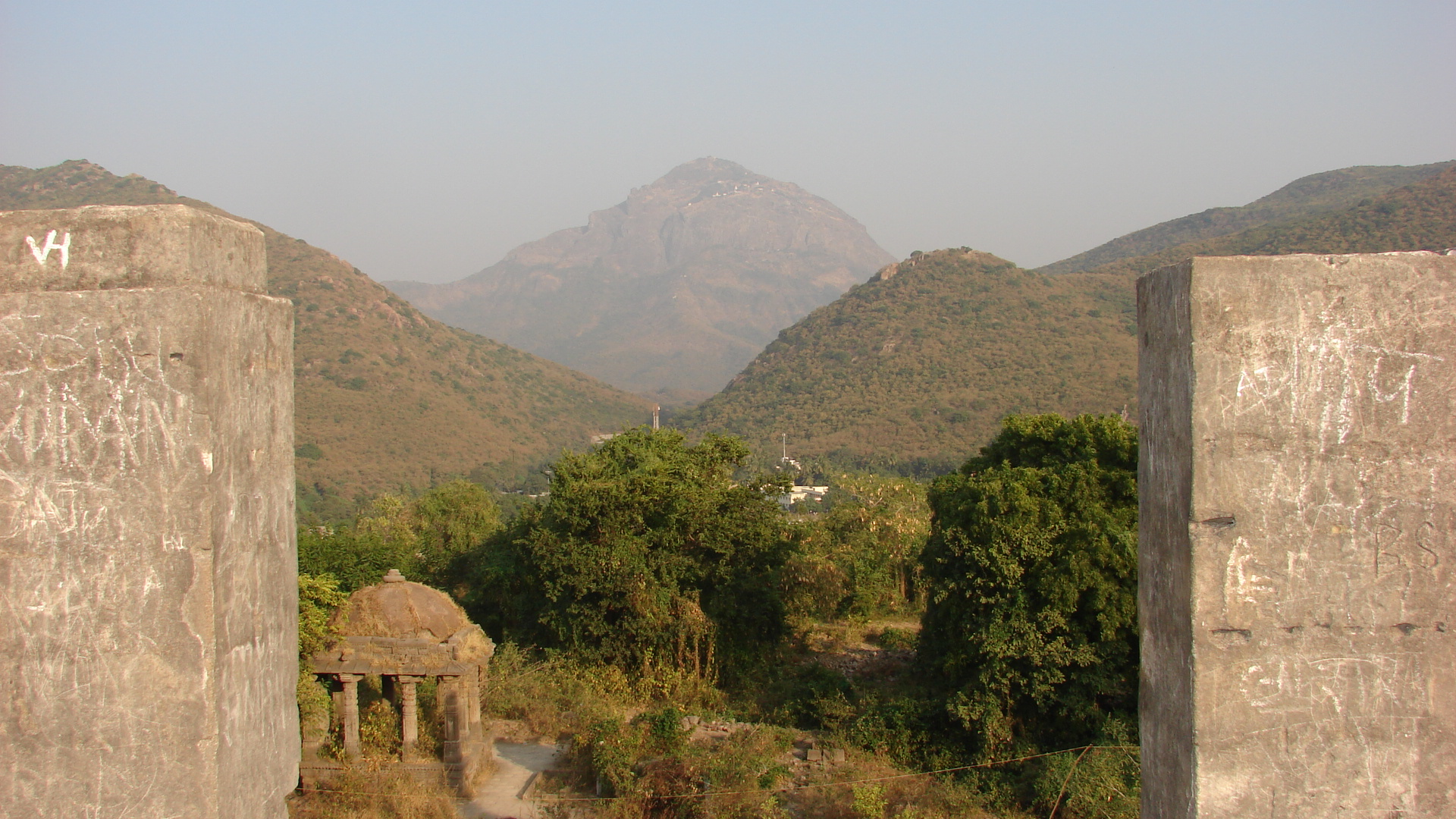
Blick vom Uparkot-Fort auf den Mount Girnar

Das Uparkot-Fort ist ein Fort bei der Großstadt Junagadh im indischen Bundesstaat Gujarat enthält Sehenswürdigkeiten aus der über 2000-jährigen Geschichte der Region.

## Lage
Das Uparkot-Fort liegt im Osten von Junagadh zu Füßen des etwa 1100 m hohen Mount Girnar. Alle Sehenswürdigkeiten der Stadt sind von hier aus zu Fuß zu erreichen.

## Geschichte

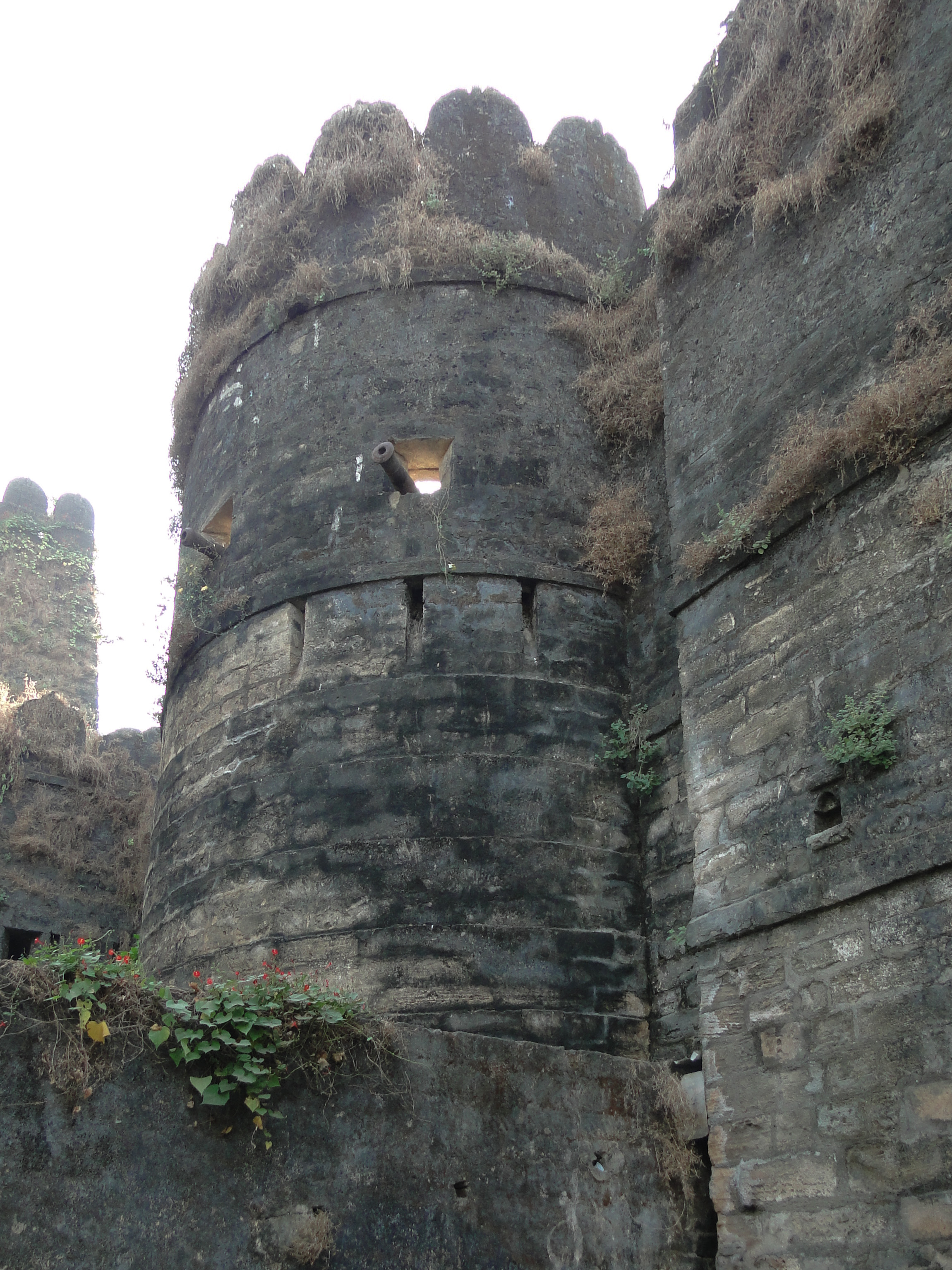
Wehrturm

Archäologische Spuren reichen bis in die vorchristliche Zeit zurück, doch erst unter den Maurya und den Gupta erlangte das Fort eine gewisse Bedeutung, die jedoch während der Herrschaft der Maitraka-Dynastie (ca. 475–775) wieder verlorenging, da die Hauptstadt in das ca. 200 km östlich gelegene Vallabhi (heute Vala) verlegt wurde. Die nachfolgende Chudasama-Dynastie (reg. ca. 850–1472) orientierte sich wieder mehr nach Westen und ließ die alte Fortanlage (= „Junagadh“) von Gestrüpp befreien. Im Jahr 1472 eroberten Truppen Mahmud Begadas, des von 1458 bis 1511 regierenden Sultans von Gujarat, das Fort und die nahegelegene Siedlung, die jedoch im Jahr 1573 von den Moguln vereinnahmt und anschließend neu befestigt wurde.

## Architektur
Während einige ältere Bauten in den anstehenden Fels hineingetrieben wurden, zeigen die Außenmauern des Forts mit ihren Zinnen und Wehrtürmen aus exakt behauenen Steinen deutliche Anklänge an die Mogul-Architektur.

## Sehenswürdigkeiten
- Felsenkloster Uparkot-Höhlen
- Stufenbrunnen Adi Kadi Vav und Navghan Kuvo
- Moschee Jama Masjid (Junagadh)